# 野川橋
野川橋（のがわはし）は、宮城県仙台市青葉区にある橋で、広瀬川にかかり、仙台市道白沢熊ヶ根線を通す。長さ47.6m。

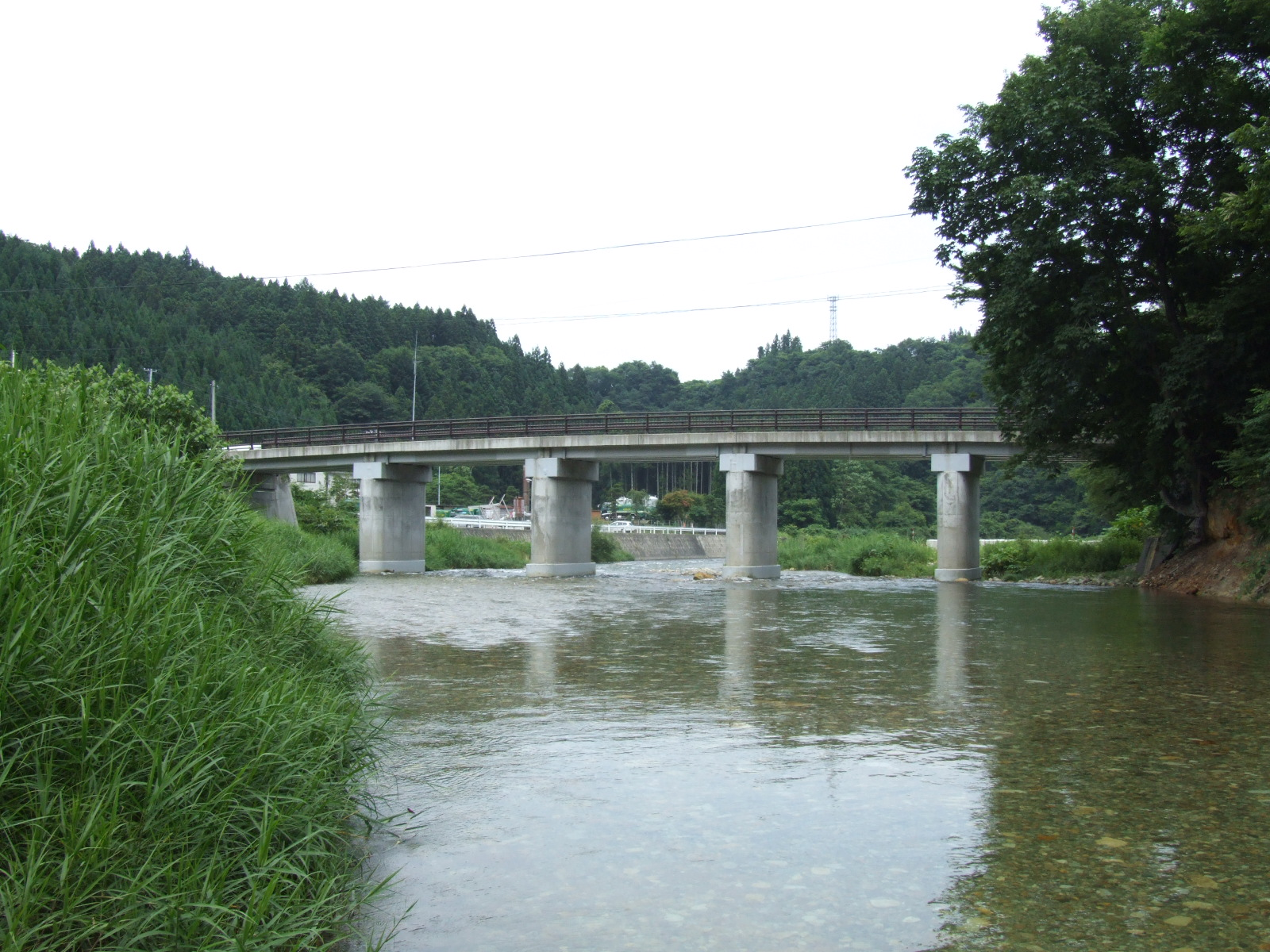
上流側から見た野川橋 （2006年7月）

野川は江戸時代の広瀬川の別称で、広瀬川、大倉川、青下川合流点付近を指していう。転じてそのあたりの河原の地名にもなった。人家は野川の河原から数十m高い河岸段丘にあり、橋を渡るためには、北側でも南側でも坂を上り下りしなければならない。上流側右岸は断崖である。橋からは北西に熊ヶ根橋が見える。

## 歴史
野川橋は明暦4年（1658年）頃にかけられ、それ以前は徒歩で川を渡っていた。安永3年（1774年）頃の記録では、水深は5尺、広さ17間の川に、長さ20間（約36m）、幅1間3尺（約2.7m）で架けられた土橋であった。江戸時代から明治時代には、広瀬川沿いに東西に通じ仙台と山形を結ぶ作並街道が通っていた。両側の坂のうち、北側の野川坂が特に急で、通行者が苦労した。後に自動車通行可能な屈曲した道がつけられた。
現在の橋は、1937年（昭和12年）に完成した連続鈑桁橋である。1954年（昭和29年）に川の数十メートル上を坂なしに飛び越える熊ヶ根橋が完成し、野川橋の役割を奪った。

## 自然
2008年度の仙台市と宮城県公衆衛生協会の調査では、野川橋での平均流量は3.5m3/s、BOD平均は0.6mg/L、透視度は60cm以上あった。2011年度調査でのBOD75%値は0.5mg/L、2019年度には0.5mg/L以下であった。